# ستيلا
ستيلا (بالألمانية: Stella) مسرحية تراجيدية من تأليف الكاتب المسرحي الألماني يوهان فولفغانغ فون غوته، نشرت المسرحية للمرة الأولى في عام 1775، ثم نسخة أخرى منقحة في 1816، العرض الأول للمسرحية كان في 15 يناير 1806 في مدينة فايمار.

## وصلات خارجية
- ستيلا، على كتب جوجل.
- ستيلا، على موقع أمازون.
- ستيلا، على مكتبة جامعة هارفارد.